# أديلايد من إيطاليا
أديلايد الإيطالية (931 - 16 ديسمبر 999)؛ وتسمى أيضا بـ أديلايد البرغونية، كانت إمبراطورة الرومانية المقدسة القرينة بزواجها من أوتو الأول؛ بحيث توجت كـ إمبراطورة من قبل البابا يوحنا الثاني عشر في روما في 2 فبراير 962، وأيضا كانت الوصية على حفيدها أوتو الثالث بين عامي 991 حتى 995.

## السيرة الذاتية

### حياة مبكرة
ولدت أديلايد في قلعة أورب بـ مملكة برغونية العليا (الآن: في سويسرا حديثاً)؛ هي ابنة رودولف الثاني ملك برغونية وبيرثا الشوابية، عندما بلغت الخامسة عشرة تزوجت من ابن منافس والدها لوثر الثاني ملك إيطاليا والملك الاسمي لإيطاليا، كان هذا الاتحاد جزءاً من تسوية سياسية تهدف إلى إبرام الصلح بين والديهما رودولف ووالد لوثر هيو الآرلي.

### الإمبراطورة
يذكر تقويم القديسين أن زوجها لوثر قد تم تسميمه من قبل خليفته برنغار الثاني ملك إيطاليا الذي حاول تعزيز سلطته سياسية بإجبارها على الزواج من ابنه أدالبرت، ولكنها رفضته وهربت من البلاط، لاحقاً تم تعقبها وسجنها في كومو (شمالي إيطاليا) لمدة أربعة أشهر، بحيث تمكنت من الفرار من الأسر، بعد قضاء الوقت في المستنقعات القريبة تم إنقاذها ونقلها إلى قلعة محصنة على الأرجح في كانوسا القريبة من ريدجو، ومن هنا تمكنت من أرسال مبعوث إلى أوتو الأول بحيث طلبت منه حمايتها، واستطاع الالتقاء به في عاصمة لومبارديا القديمة بافيا، وتزوجا في 951، وتوج البابا يوحنا الثاني عشر أوتو كـ إمبراطور روماني مقدس في روما في 2 فبراير 962 وتوجت معه كـ إمبراطورة أيضا.
في ألمانيا تم سحق التمرد ليودولف ابن أوتو الأول من خلال زواجه الأول في 953، عززت أديلايد موقفها بالاحتفاظ أراضي مهرها، وأيضا رافقت أديلايد وابنها أوتو ذو الحادي عشر عاماً زوجها في بعثة زوجها الثالثة إلى إيطاليا لقيام بـ تثبيت البابا يوحنا الثالث عشر على العرش وأيضا استطاع اعدم بعض المخربين الذين قاموا بالإطاحة به، ظلت أديلايد ستة سنوات في روما ومن هناك حكم أوتو مملكته، وفي 967 توج ابنهما أوتو كـ إمبراطور مناصف مع والده وثَّم تزوج من الأميرة البيزنطية ثيوفانو في أبريل 972 كحل للنزاع بين الإمبراطوريتين في جنوب إيطاليا، وفضلاً لضمان الخلافة في الإمبراطورية، وبذلك عادت أديلايد مع زوجها إلى ألمانيا، ولكن سرعان ما توفي في قصر مملبن هو نفس القصر الذي توفي فيها والده قبل 37 سنة.

## الوصاية
في 983 توفي ابنها أوتو الثاني، وخليفته أوتو الثالث كان صغيراً مما أدى إلى تولي والدته ثيوفانو الوصاية عليه حتى وفاتها في 991، وبذلك تولت أديلايد الوصاية عليه حتى بلوغها في 995.
كانت هناك علاقات وثيقة بين أديلايد ودير كلوني وثم مع حركة الإصلاح الكنسي وعلى الوجه الخصوص مع رؤساء الدير ماجولوس وأوديلو، وأيضا ساعدت على تأسيس دير سيلز لتدريب الراهبات.
وخلال طريقها إلى برغونة من أجل دعم ابن شقيقه رودولف الثالث البرغوني خلال التمرد، توفيت في دير سيلز في 16 ديسمبر 999 قبل أيام من دخول الألفية؛ بحيث فكرت في جلب المجيء الثاني للمسيح وذلك لتكريس نفسها باستمرار في خدمة الكنيسة والسلام في الإمبراطورية، وأيضا كانت مهتمة بدخول السلاف في المسيحية، وأيضا كانت عاملاً رئيسياً في تجسيد التقرب لعمل كنيسة الكاثوليكية الأرثوذكسية قبل الانشقاق العظيم مع نهاية عصور وسطى مبكرة في بناء ثقافة الدينية في أوروبا الوسطى، بعض أثارها محفوظة في ضريح في هانوفر، ولا يزال يُحتفل بيوم عيدها في 16 ديسمبر في بعض أبرشيات الألمانية.

## الأبناء
- في 947 تزوجت أديلايد من لوثر الثاني ملك إيطاليا؛[12] وأنجبت له ابنة واحدة:-
  - إيما (ولدت.948) أصبحت ملكة الفرنجة الغربية من خلال زواجها من لوثير.[12]
- في عام 951 تزوجت من أوتو الأول الألماني (لاحقاً إمبراطور الروماني المقدس)؛[13] وأنجبت له أربعة أبناء:-
  - هاينريش (ولد.952).[13]
  - برونو (ولد.953).[13]
  - ماتيلدا (ولدت.954)؛ هي أول أميرة كفيدلينبورغ الراهبة.[13]
  - أوتو الثاني إمبراطور الروماني مقدس.[13]